# Castillo de Ayerbe
El castillo de Ayerbe es fue una construcción románica del siglo XI actualmente en ruinas situada en el municipio oscense de Ayerbe.

## Historia
Sobre los restos de un asentamiento romano, existió un castillo musulmán construido hacia el año 1030, para contener el avance del rey Sancho el Mayor de Navarra. Fue conquistado por Sancho Ramírez en 1083 que en 1084 ordenó reedificar el castillo y al poco tiempo cedió la mitad de los bienes señoriales y otros derechos del castillo al monasterio de San Juan de la Peña y puso al mando a tenentes. Esta situación sólo duró quince años.
En el año 1099 la propiedad pasó a los monjes del monasterio de Montearagón donado por Pedro I de Aragón. Jaime I de Aragón lo recuperó en 1267 para donarlo a su hijo natural Pedro instituyendo la baronía de Ayerbe. El hijo de este cambió la villa y castillo por el señorío de Paternoy en 1329 y desde entonces perteneció a la reina Leonor y a su hijo Fernando, a quien se lo arrebató Pedro IV de Aragón.
Años más tarde, la baronía se vendió a Pedro Jordán de Urriés que sufrió asedio en 1396 por parte de las tropas del conde de Foix cuando intentaba invadir el reino de Aragón.

## Descripción
Apenas quedan restos del castillo que se encuentran en una pequeña montaña junto al pueblo cerca de la iglesia románica de San Miguel.
se adivinan sus grandes dimensiones y el refuerzo de los muros con torres en los ángulos. Sólo quedan los escasos restos del recinto superior fortificado, la mayor parte datable en el siglo XIV.
En su interior no se conservan restos de edificios, únicamente un aljibe y algunos muros muy rebajados.
Del inferior apenas se ven algunos vestigios sobre la falda del monte.